# Анна Паукер
Анна Паукер (рум. Ana Pauker, уродж. Ганна Рабінсон (рум. Hanna Rabinsohn); нар. 13 лютого 1893, Кодеєшть — пом. 14 червня 1960, Бухарест) — румунська політична діячка юдейського походження, міністр закордонних справ Румунії та фактичний лідер Румкомпартії наприкінці 1940-х — початку 1950-х.
Алегорично зображена під ім'ям Ганна Ліхтей в російському фільмі «Змова приречених». Дружина Марчела Паукера.
Відсторонена від влади 1952 року Георге Георгіу-Дежем в результаті кампанії, спрямованої проти «сіоністів» і «космополітів» (Анна Паукер була онучкою рабина).
Паукер була заарештована в лютому 1953 року, але після смерті Сталіна звільнена і поміщена під домашній арешт. Щоб не допустити її повернення до влади, керівництво РКП в розмовах з Хрущовим створювало їй репутацію «твердокам'яної сталіністки». Останні роки працювала перекладачкою з французької та німецької мов.